# Rokot

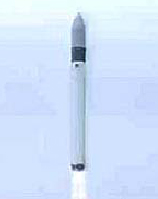
O foguete Rokot.

O veículo de lançamento Rokot', em russo Рокот que significa Rugido, é um foguete, convertido do míssil UR-100N, usado para lançar satélites em órbita.
Os primeiros lançamento ocorreram no final da década de 90, a partir de um silo no cosmódromo de Baikonur. Mais tarde, lançamentos comerciais começaram a ser efetuados a partir do cosmódromo de Plesetsk. O custo de um lançamento comercial é de US$ 14 milhões.